# Lepiniopsis
Lepiniopsis är ett släkte av oleanderväxter. Lepiniopsis ingår i familjen oleanderväxter.
Kladogram enligt Catalogue of Life:
| Lepiniopsis | \| \| Lepiniopsis ternatensis \| \| \| \| \| \| Lepiniopsis trilocularis \| \| \| \| |
|             | \| \| Lepiniopsis ternatensis \| \| \| \| \| \| Lepiniopsis trilocularis \| \| \| \| |
|             | Lepiniopsis ternatensis                                                              |
|             |                                                                                      |
|             | Lepiniopsis trilocularis                                                             |
|             |                                                                                      |